# Juan Fernández Martín
Pour les articles homonymes, voir Fernández et Juan Fernández.
Juan Fernández Martín (né le 5 janvier 1957 à Alhama de Granada) est un coureur cycliste espagnol. Professionnel de 1979 à 1988, il a notamment été champion d'Espagne sur route en 1983 et 1988, médaillé de bronze du championnat du monde sur route en 1980, 1987 et 1988 et vainqueur du classement de la montagne du Tour d'Espagne 1980.

## Repères biographiques
Né dans la province de Grenade, en Andalousie. À onze ans, il arrive dans le Pays basque à Vitoria. C'est là qu'il devient sociétaire du club Sociedad Ciclista Vitoriana. Puis en junior, il prend une licence au club Finanzauto y Servicios. Il y reste trois ans (la dernière comme amateur). Puis il passe dans la formation Brasileña Melita, avant d'arriver dans l'équipe Kas, avec laquelle, il obtient le titre de Champion d'Espagne des régions. En 1979, il obtient son premier contrat professionnel dans cette équipe. Dès la première année, il obtient trois victoires. Il passe chez Zor - Vereco dès l'année suivante et devient un des chefs de file du cyclisme espagnol. Cette année-là, il remporte le Championnat d'Espagne et obtient la médaille de bronze aux Mondiaux de Sallanches.

## Palmarès

### Palmarès amateur
- 1977
  - Gran Premio San Lorenzo
  - Leintz Bailarari Itzulia
- 1978
  - Santikutz Klasika
  - 3e du championnat d'Espagne sur route amateurs

### Palmarès professionnel
| - 1979 - Grand Prix de Navarre - 1re étape des Trois Jours de Leganés - 1re épreuve de l'Escalade de Montjuïc - 2e des Trois Jours de Leganés - 1980 - Champion d'Espagne sur route - Costa del Azahar : - Classement général - 1re et 5e étapes - Gran Premio Nuestra Señora de Oro - Grand Prix de Navarre : - Classement général - 1rea étape - Klasika Primavera - Classement de la montagne du Tour d'Espagne - 8e étape du Tour d'Italie - 1re étape du Tour des Asturies - 4e étape du Tour de Castille - Prologue et 6e étape du Tour de Catalogne - 1reb étape de l'Escalade de Montjuïc - 2e d'À travers Lausanne - 3e de la Prueba Villafranca de Ordizia - Médaillé de bronze du championnat du monde sur route - 1981 - 3e étape du Tour des trois provinces - GP Pascuas - 1re et 2e étapes du Tour du Pays basque - 7e étape du Tour d'Espagne - Prologue (contre-la-montre par équipes) et 1re étape du Tour d'Aragon - 2e étape du Tour des vallées minières - 1re étape du Tour d'Allemagne - 2e étape du Tour de La Rioja - Mémorial Manuel Galera - 2e du Tour d'Aragon - 3e du Trophée Luis Puig - 3e du championnat d'Espagne sur route - 3e de la Coppa Agostoni - 3e du Tour de La Rioja | - 1982 - 5e étape du Tour des trois provinces - 18e étape du Tour d'Espagne - 2e étape du Tour des Asturies - 1re et 7e étapes du Tour de Castille - 4e étape du Tour de La Rioja - 2e de la Costa del Azahar - 2e du Grand Prix de Navarre - 3e de la Klasika Primavera - 7e du championnat du monde sur route - 1983 - 2e et 4e étapes de la Costa del Azahar - Grand Prix de Navarre - 2e étape du Tour du Pays basque - Klasika Primavera - 1re étape du Tour d'Espagne - 2e du GP Camp de Morvedre - 2e de la Costa del Azahar - 6e de Milan-San Remo - 1984 - 2e de la Clásica a los Puertos - 1985 - 3e étape du Tour de Cantabrie - Clásica a los Puertos - 3e étape du Tour des Asturies - 3e de la Classique de Saint-Sébastien - 6e du championnat du monde sur route - 1986 - 7e étape du Tour de Castille-et-León - 4e étape du Tour de Catalogne - 3e de la Classique de Saint-Sébastien - 4e du championnat du monde sur route - 1987 - 14e étape du Tour d'Espagne - Médaillé de bronze du championnat du monde sur route - 1988 - Champion d'Espagne sur route - Médaillé de bronze du championnat du monde sur route |

### Résultats sur les grands tours

#### Tour de France
3 participations
- 1981 : 50e
- 1985 : abandon (14e étape)
- 1986 : abandon (17e étape)

#### Tour d'Italie
6 participations
- 1980 : 24e, vainqueur de la 8e étape
- 1982 : 37e
- 1983 : abandon (8e étape)
- 1984 : 122e
- 1987 : 94e
- 1988 : abandon (6e étape)

#### Tour d'Espagne
9 participations
- 1980 : 16e, vainqueur du classement de la montagne
- 1981 : abandon (18e étape), vainqueur de la 7e étape
- 1982 : 20e, vainqueur de la 18e étape
- 1983 : abandon (14e étape), vainqueur de la 1re étape
- 1984 : abandon (17e étape)
- 1985 : abandon (11e étape)
- 1986 : abandon (6e étape)
- 1987 : 70e, vainqueur de la 14e étape
- 1988 : abandon (13e étape)